# Aulus Verginius Tricostus Rutilus
Pour les articles homonymes, voir Verginius Tricostus.
Aulus Verginius Tricostus Rutilus est un homme politique romain du Ve siècle av. J.-C., consul en 476 av. J.-C.

## Famille
Il est membre des Verginii Tricosti, branche de la gens patricienne des Verginii. Il est le fils d'Opiter Verginius Tricostus, consul en 502 av. J.-C., et le petit-fils d'un Opiter Verginius. Son nom complet est Aulus Verginius Opet.f. Opet.n. Tricostus Rutilus. Il est le frère de Proculus Verginius Tricostus Rutilus, consul en 486 av. J.-C., de Titus Verginius Tricostus Rutilus, consul en 479 av. J.-C., et d'Opiter Verginius Esquilinus, consul suffect en 478 av. J.-C. Le cognomen de Tricostus est fourni par Diodore de Sicile.

## Biographie

### La guerre contre les Étrusques
Après leur victoire et l'anéantissement quasi-total des Fabiens à la bataille du Crémère, les Véiens marchent sur Rome et repoussent le consul Titus Menenius Lanatus, avant d'être battus sur le Janicule par son collègue Caius Horatius Pulvillus.
L'année suivante, Tricostus devient consul avec Spurius Servilius Structus en août 476 av. J.-C,. La guerre entre Rome et la cité étrusque de Véies se poursuit. Les Étrusques ont installé un avant-poste sur le Janicule d’où ils harcèlent les Romains et les empêchent de cultiver ou d’importer du blé. La population et les réfugiés entassés dans Rome souffrent des difficultés de ravitaillement et commencent à s'agiter. Les consuls tentent d’y remédier par des achats de blé auprès des peuples voisins et des réquisitions sur les stocks privés les plus abondants.

#### Le récit de Denys d'Halicarnasse
Selon Denys d'Halicarnasse, la menace de famine contraint les consuls à contre-attaquer. Ils traversent le Tibre de nuit et établissent leur camp au pied du Janicule. Les Romains ont le dessus dans un premier affrontement contre les Véiens mais Servilius placé à l’aile gauche poursuit inconsidérément l’adversaire sur la pente du Janicule et se fait battre lorsque celui-ci contre-attaque. Le consul Verginius, qui a atteint le sommet du Janicule par un autre chemin, prend les Véiens à revers, renverse la situation et reste maître du champ de bataille. De nuit, les Véiens se replient, abandonnant leur camp, que les Romains détruisent. En raison des pertes subies, le Sénat refuse que les consuls défilent en triomphe pour cette amère victoire.

#### Le récit de Tite-Live
Tite-Live rapporte les événements de façon différente. Selon lui, les Véiens assiègent Rome et ravagent les environs, jusqu'à tomber dans le même piège que les 306 Fabiens, c'est-à-dire dans une embuscade lors de pillages. Une partie des Véiens est alors massacrée. Cet échec est suivi d'un autre plus important : ils tentent de prendre d'assaut le camp du consul Spurius Servilius Priscus Structus sur le Champ de Mars, mais sont repoussés et doivent fuir jusqu'au Janicule, leur point de départ. Cette fois c'est Structus, précédemment attaqué, qui tente l'assaut, mais il échoue jusqu'à ce que Tricostus prenne le camp ennemi d'assaut par l'arrière et batte les Véiens.

### Procès de Spurius Servilius Structus
En 475 av. J.-C, dès sa sortie de charge, son ancien collègue Structus est accusé par deux tribuns de la plèbe, Lucius Caedicius et Titus Statius, d'être responsable de l'échec de l'assaut du Janicule. Tricostus prend sa défense et lui fait bénéficier de sa popularité. L'année précédente, un autre consul, Titus Menenius Lanatus, est lui aussi poursuivi pour un échec militaire. Selon Tite-Live, une fois condamné, l'ancien consul Lanatus se laisse mourir, ce qui amène le peuple à épargner Spurius Servilius Structus,.

### Auteurs antiques
- Tite-Live, Histoire romaine, Livre II, 51-52 sur le site de l'Université de Louvain
- Diodore de Sicile, Histoire universelle, Livre XI, 18 sur le site de Philippe Remacle
- (en) Denys d'Halicarnasse, Antiquités romaines, Livre IX, 25-49 sur le site LacusCurtius

### Auteurs modernes
- (en) T. Robert S. Broughton, The Magistrates of the Roman Republic : Volume I, 509 B.C. - 100 B.C., New York, The American Philological Association, coll. « Philological Monographs, number XV, volume I », 1951, 578 p.